# Protalebra transversalis
Protalebra transversalis är en insektsart som beskrevs av Baker 1903. Protalebra transversalis ingår i släktet Protalebra och familjen dvärgstritar. Inga underarter finns listade i Catalogue of Life.